# 利亚姆·科里根
利亚姆·科里根（英語：Liam Corrigan，1997年9月11日—），美国男子赛艇运动员。他曾代表美国参加2020年和2024年夏季奥林匹克运动会赛艇比赛，其中2024年奥运会获得一枚金牌。